# Vườn quốc gia Walyunga
Vườn quốc gia Walyunga là một vườn quốc gia ở Tây Úc, Úc.
Vườn quốc gia này nằm ngay sau Darling Scarp trong dãy Darling qua một thung lũng một mặt dốc. Sông Swan-sông Avon chạy qua vườn quốc gia và các Avon Descent đi qua một tập hợp các ghềnh dọc theo phần này. Khu vực này chủ yếu là phần nổi trên mặt đá hoa cương cùng với các khu vực dolerit nhỏ hơn, các ngọn đồi có mũ với đá ong]].
. 